# جوني غراي (لاعب اتحاد الرغبي)
جوني غراي (بالإنجليزية: Jonny Gray)‏ هو لاعب اتحاد الرغبي بريطاني، ولد في 14 مارس 1994 في غلاسكو في المملكة المتحدة.

## وصلات خارجية
- جوني غراي عل موقع إسبنسكروم (الإنجليزية)
- جوني غراي على موقع ItsRugby.co.uk (الإنجليزية)